# Imran Hosein
Imran Nazar Hosein (Trinitat i Tobago, 1942) és un erudit islàmic, escriptor i filòsof especialitzat en escatologia islàmica, geopolítica, història, economia i finança. Ostenta els títols de xeic i de maulana.

## Biografia
Imran N. Hussein va néixer al Carib, a l'illa de Trinitat, en el si d'una família originària de l'Índia.
Va començar els seus estudis a la Universitat d'Al-Azhar al Caire, però només va quedar-s'hi un any, insatisfet amb la metodologia de l'ensenyament que considerava massa limitada a la sola teologia. El 1964 va decidir anar a estudiar a Karachi, Pakistan, amb el Dr. Muhammad Fazlur Rahman Ansari a l'Institut Aleemiyah d'Estudis islàmics. A més dels estudis islàmics, va estudiar-hi filosofia de la història amb el Dr. Burhan Ahmad Faruqi i altres àrees com la filosofia de la ciència fins a la seva graduació el 1971. A més, va estudiar a la Universitat de Karachi al Pakistan, on va obtenir un Màster en filosofia.
Posteriorment, va tornar a Trinitat i Tobago, el seu país natal, on va trobar feina al Ministeri d'Afers Exteriors del país. Com a resultat, va estudiar relacions internacionals a la Universitat de les Índies Occidentals de Trinitat durant un any. Després va obtenir una beca per estudiar a l'Institut d'Estudis Internacionals Avançats i Desenvolupament a Ginebra, Suïssa. La seva tesi va ser sobre l'Islam després de la caiguda del Califat, però no la va presentar.
El 1979, va tornar a Trinitat i va servir diversos anys com a funcionari en el Servei Exterior del Ministeri d'Afers Exteriors del govern de Trinitat i Tobago i després va deixar el seu treball el 1985 per anar a Pakistan per dedicar la seva vida a l'Islam. Va dirigir l'Institut d'Estudis Islàmics Aleemiyah, fundat pel seu mestre Dr. Fazlur Rahman Ansari a Karachi entre 1986 i 1988, amb l'objectiu de posar fi al sectarisme que se n'havia apoderat després de la mort del seu fundador. En fracassar, va decidir emigrar als Estats Units el 1989.
Era proper al Dr. Israr Ahmad. Va ser director d'Investigació del Congrés del món islàmic a Karachi, director de l'Institut Islàmic per a l'Educació i la Recerca a Miami (Florida) i director de dawa a Tanzeem-e-Islami d'Amèrica del Nord.
Va viure a Nova York durant deu anys, durant els quals va ser Director d'Estudis Islàmics del Comitè Col·lectiu d'Organitzacions Musulmanes de Nova York. Va donar conferències sobre l'Islam en moltes universitats, col·legis, esglésies, sinagogues, presons, centres comunitaris nord-americans i canadencs, etc. Representant l'Islam als Estats Units, Imran N. Hussein també va participar en cercles de reflexió sobre el diàleg interreligiós amb intel·lectuals cristians i jueus. Va exercir d'imam a la mesquita Dar al-Qur'an a Long Island, Nova York. També va dirigir l'oració setmanal comunal del divendres i el sermó a la seu de les Nacions Unides a Manhattan una vegada al mes durant deu anys.
Posteriorment, va emigrar a Malàisia on encara viu ensenyant escatologia islàmica.

## Obres (selecció)
- The Gold Dinar and Silver Dirham - Islam and Future of Money[6]
- Dreams in Islam - A Window to Truth and to the Heart
- A Muslim response to the Attack on America.
- Jerusalem in the Quran
- The Religion of Abraham and the State of Israel - A View from the Qur'an
- The Caliphate, the Hejaz and the Saudi-Wahhabi Nation-State
- One Ameer, One Jamaat - The Organization of a Muslim Community in the Age of Fitan
- Islam and Buddhism in the Modern World
- The Prohibition of Riba in the Qur'an and Sunnah
- The Importance of the Prohibition of Riba in Islam
- The Strategic Importance of the Fast of Ramadan and Isra & Mi'raj
- The Qur'anic Method of Curing Alcoholism and Drug Addiction
- George Bernard Shaw and the Islamic Scholar
- Surah al-Kahf: Text, Translation and Modern Commentary.
- Surah al-Kahf and the Modern Age
- Signs of the Last Day in the Modern Age
- The Islamic Travelogue (Two different travelogues exist)
- An Islamic View of Gog and Magog in the Modern Age
- The Purpose of The Spiritual Quest and Sura Fatiha
- Ihsaan : The Spiritual Essence of Islam